# 渋谷員子
渋谷 員子（しぶや かずこ、1965年9月4日 - ）は、日本のCGデザイナー。ドットクリエイター。スクウェア（現スクウェア・エニックス）所属。ファミリーコンピュータ時代から多くのドット絵を描いており、「ドット絵の匠」と呼ばれる。

## 経歴
学生時代は『宇宙戦艦ヤマト』や『銀河鉄道999』、『機動戦士ガンダム』に憧れ美術部に所属し、一時期はアニメーターを目指して、国際アニメーション研究所に入り、現場でアルバイトをしていたが、次第にアニメ業界以外を志すようになった。アニメ業界以外の求人を探していたところ、電友社（翌1986年よりスクウェア）の求人募集を見て同社に入社した。
渋谷はゲームをしたことがほとんどなく、面接時に「ドット絵、描ける？」と聞かれたものの、当時は意味がわからず「描けると思います」と答えたが、2日後には入社が決まっていたという。田中弘道が作成したパソコン用ゲームソフト『アルファ』で初めてデザイナーとして開発に参加し、21歳の時の『キングスナイト』MSX版ではじめてドット絵を業務として行った。その後『とびだせ大作戦』『水晶の龍』を経てファイナルファンタジーシリーズを手掛けるようになった。
『ファイナルファンタジー』においては、操作キャラクターが歩く方向で姿が変わるようにすることや、屋根のある白い壁の家などは渋谷のアイデアが通ったものである。天野喜孝のデザインしたモンスターをドット絵に起こしているが、一部のモンスターデザインも担当している。『ファイナルファンタジーIII』ではキャラクターも少し描いていたが、モンスターや戦闘背景、ダンジョンマップなどのドットがメインで、特にラストボスの「くらやみのくも」は苦労したという。「くらやみのくも」は、天野喜孝のイラストでは正面向きの立ち姿だったが、そのまま横長の画面に入れてもラストボスに見えないため、大きく見栄えするように上半身だけの巨大な姿にアレンジしている。渋谷はドット絵を打つ際に下書きなどは行わず、頭の中のイメージだけで作成するとしている。
『ファイナルファンタジーIV』ではパッケージアートを、『聖剣伝説 〜ファイナルファンタジー外伝〜』では宣伝用イラストを描き、デザイナーとしてドット絵以外でも活躍の場を見せる。この2作は開発時期が重なっており、渋谷は『聖剣伝説』に参加していたが、攻略本用に描いたチビキャラクターが坂口博信に気に入られ、「かわいいから『FF』でも描いて」と言われたことで『ファイナルファンタジーIV』のパッケージにチビキャラクターを描くことになった。そのほか『ファイナルファンタジー』のCDジャケットや社内イベントのデザイン、インタビュー、社内カフェの店内デザインなども行っている。『ファイナルファンタジーV』では物量の多さからキャラクターだけを担当しており、石井浩一の『ファイナルファンタジーIII』のジョブデザインを参考に数多くのジョブイラストを発表し、坂口博信からもチビキャラクターを絶賛されていた。『ロマンシング サ・ガ』ではキャラクターデザインを担当した小林智美のイラストをドット絵で表現するにあたり、繊細な色使いを残すことに注力した。渋谷のドット絵を見て、小林は「自分の色を残してくれている」ことに感激したと述べている。
『ファイナルファンタジーVII』以降はゲーム業界が3Dのリアルな映像にシフトしたため、ドット絵を担当することは少なくなった。渋谷自身も「ドット絵の仕事はもうないだろうな」と思っており、様々な技術に取り組んでいる。2007年には社外業務となるオンデマンドTVのセットトップボックスでUIデザインを担当。クライアントへのプレゼンテーションなどにも対応できる「社交的なデザイナー」として起用された。この頃には基本的にはディレクションなど裏方を担当することが多くなった。2008年には『ファイナルファンタジーIV THE AFTER 月の帰還』では久々に渋谷がチビキャラクターをデザインした。ファイナルファンタジーシリーズで新たなチビキャラクターを書き起こすのは『ファイナルファンタジーVI』以来14年ぶりとなる。
2012年には「FINAL FANTASY TRIBUTE 〜THANKS〜」のジャケットデザインとして『ファイナルファンタジーVII』以降のキャラクターをもドット化したことで話題を呼んだ。以降はモバイル分野などでドット絵の需要が高まり、いくつかのドット絵の仕事も手掛けている。
2021年から発表されている『ファイナルファンタジー』から『ファイナルファンタジーVI』のピクセルリマスター版では制作と監修を務め、すべての主要キャラクターを制作した。

## 人物
中学時代は『機動戦士ガンダム』と、そのキャラクターデザイナーである安彦良和が好きで、何も見なくてもキャラクターを完璧にコピーできるようになり、オリジナルのキャラクターを描こうとしてもベースが安彦のものに引っ張られる時代があった。渋谷の絵は、その時代ごとに見た様々な絵描きのスパイスが混ざり合っているが、すっかり消化されて表面に出てくることはないという。
人生で出会った大事な人は、中学の美術の先生、高校で出会った隣の席の女の子、会社に入った後の坂口博信、田中弘道、植松伸夫と述べている。
ファイナルファンタジーシリーズで一番好きなキャラクターは、『ファイナルファンタジーVI』のケフカ。

## 代表作
- アルファ : グラフィック、説明書イラスト
- キングスナイト：グラフィック
- ハイウェイスター：グラフィック
- とびだせ大作戦：グラフィック
- ファイナルファンタジー : グラフィック（序盤に観られるオープニング画面も渋谷デザイン[8][5][3]。海外の絵画を意識したデザインとのこと）、ユーザインタフェース
- ファイナルファンタジーII : グラフィック、ユーザインタフェース
- ファイナルファンタジーIII : グラフィック
- 聖剣伝説 〜ファイナルファンタジー外伝〜 : グラフィック
- ファイナルファンタジーIV : チビキャラクターグラフィック、パッケージデザイン
- ファイナルファンタジーV : チビキャラクターグラフィック、ジョブ・パッケージデザイン、オープニング・エンディング画面
- ファイナルファンタジーVI：チビキャラクターグラフィック
- ファイナルファンタジーIX：サブキャラクターグラフィック
- ロマンシング サ・ガ :チビキャラクターグラフィック
- ロマンシング サ・ガ3 : メインキャラクターグラフィック
- サガ フロンティア：チビキャラクターグラフィック
- サガ フロンティア2：チビキャラクターグラフィック
- ブルーウィングブリッツ : グラフィックディレクター
- ファイナルファンタジークリスタルクロニクル：メニュー（フォント）グラフィック、ユーザーインターフェース
- コード・エイジ コマンダーズ：メニューデザイン
- ファイナルファンタジーIV THE AFTER 月の帰還：チビキャラクターグラフィック
- ファイナルファンタジー レジェンズ 光と闇の戦士：チーフデザイナー、チビキャラクターグラフィック、メニューデザイン
- ドラゴンクエスト モンスターズ ウォンテッド！：モンスター、背景グラフィック
- ナナシノゲエム：キャラクターグラフィック
- ピクトロジカ ファイナルファンタジー：登場キャラクターすべてのドットグラフィック監修
- FINAL FANTASY TRIBUTE 〜THANKS〜：ジャケットデザイン
- BRA★BRA FINAL FANTASY / BRASS de BRAVO：チビキャラクターグラフィック
- ファイナルファンタジーV（アプリ版）
- ファイナルファンタジーVI（アプリ版）

他

### ゲーム以外の業績
- オンデマンドTV 専用受信機 : UIデザイン[2]

## 関連書籍
- スクウェア・エニックス 編『FF DOT. -The Pixel Art of FINAL FANTASY-』スクウェア・エニックス、2018年1月20日。ISBN 978-4757555396。 - インタビュー収録